# Staurogyne incana
Staurogyne incana är en akantusväxtart som först beskrevs av Bi., och fick sitt nu gällande namn av O. Kuntze. Staurogyne incana ingår i släktet Staurogyne och familjen akantusväxter. Inga underarter finns listade i Catalogue of Life.